# Parc national naturel d'Utría
Le parc national naturel d'Utría (espagnol : Parque Nacional Natural Ensenada de Utría) est un parc national situé sur la côte pacifique de la Colombie, dans le département de Chocó.